# Чемпионат СССР по самбо 1970
24-й чемпионат СССР по самбо проходил в Коммунарске (Украинская ССР) с 15 по 18 октября (легчайший, лёгкий, 2-й полусредний, 2-й средний, тяжёлый веса, 115 спортсменов) и Душанбе (Таджикская ССР) с 22 по 25 сентября 1970 года (наилегчайший, полулёгкий, 1-й полусредний, 1-й средний, полутяжёлый веса, 123 спортсмена).

## Медалисты
| Весовая категория              | Золото                                        | Серебро                                       | Бронза                                                                        |
| ------------------------------ | --------------------------------------------- | --------------------------------------------- | ----------------------------------------------------------------------------- |
| Наилегчайший вес (до 58 кг)    | Александр Хош «Динамо» (Омск)                 | Г. Какичашвили Советская Армия (Тбилиси)      | Х. Разыкулов «Динамо» (Ташкент) Мэлс Кутлиев «Динамо» (РСФСР)                 |
| Легчайший вес (до 62 кг)       | Шенгели Пицхелаури Советская Армия (Тбилиси)  | Николай Козицкий Советская Армия (Киев)       | Н. Горя «Молдова» (Кишинёв) Евгений Подолякин «Динамо» (Донецк)               |
| Полулёгкий вес (до 66 кг)      | Анзор Марткоплишвили «Динамо» (Тбилиси)       | Сергей Суслин Советская Армия (Ленинград)     | Д. Хорбаладзе «Буревестник» (Гори) Виктор Бутырский «Динамо» (Москва)         |
| Лёгкий вес (до 70 кг)          | Анатолий Новиков «Динамо» (Харьков)           | Давид Рудман «Динамо» (Москва)                | Валерий Двойников (Челябинск) Александр Колпаков Советская Армия (Свердловск) |
| 1-й полусредний вес (до 75 кг) | Владимир Шарканский Советская Армия (Кишинёв) | Валерий Наталенко Советская Армия (Ленинград) | Анатолий Столбов «Динамо» (Свердловск) Александр Фёдоров (Свердловск)         |
| 2-й полусредний вес (до 80 кг) | Андрей Цюпаченко «Динамо» (Москва)            | Георгий Котик «Динамо» (Кишинёв)              | Р. Койхосрашвили «Буревестник» (Гори) С. Косоев «Динамо» (Орджоникидзе)       |
| 1-й средний вес (до 86 кг)     | Кирилл Романовский «Буревестник» (Москва)     | Владимир Панкратов «Динамо» (Москва)          | Амиран Музаев «Локомотив» (Тбилиси) В. Токмаков «Динамо» (Рига)               |
| 2-й средний вес (до 93 кг)     | Евгений Солодухин Советская Армия (Москва)    | Борис Мищенко Советская Армия (Москва)        | А. Трофимов «Труд» (Московская область) В. Гурняк «Динамо» (Киев)             |
| Полутяжёлый вес (до 100 кг)    | Василий Усик «Молдова» (Кишинёв)              | М. Евктемишвили «Буревестник» (Гори)          | Г. Танделов «Буревестник» (Гори) Виталий Кузнецов Советская Армия (Москва)    |
| Тяжёлый вес (свыше 100 кг)     | Гиви Онашвили «Колмеурне» (Тбилиси)           | Валентин Гуцу «Динамо» (Кишинёв)              | А. Молоцидзе «Динамо» (Тбилиси) Н. Зазунашвили «Динамо» (Тбилиси)             |